# NGC 6675
NGC 6675 في الفهرس العام الجديد، هي مجرة، تقع في كوكبة القيثارة. اكتشفت في يوليو 1865 بواسطة إدوارد ستيفان.

## روابط خارجية
- NGC 6675 على موقع ويكي سكاي: DSS2, SDSS, GALEX, IRAS, Hydrogen α, X-Ray, Astrophoto, Sky Map, Articles and images